# Vanilla gardneri
Vanilla gardneri ist eine Pflanzenart aus der Gattung Vanille (Vanilla) in der Familie der Orchideen (Orchidaceae). Sie wächst als Kletterpflanze in Brasilien.

## Beschreibung
Vanilla gardneri ist eine immergrüne Kletterpflanze. Die Blätter sind länglich, an der Basis mit sehr kurzem Blattstiel, vorne stumpf endend. Sie werden 7,5 bis 12,5 Zentimeter lang und drei bis vier Zentimeter breit.
Die Blütenstandsachse ist drei bis 7,5 Zentimeter lang. Die Tragblätter sind oval, steif, etwa 0,4 bis 0,6 Zentimeter groß. Blütenstiel und Fruchtknoten werden zusammen zwei bis 3,5 Zentimeter lang. Sepalen und Petalen sind schmal lanzettlich, fast stumpf endend, bis sieben Zentimeter lang. Die Lippe ist ungelappt, der vordere Rand ist nicht gewellt und endet stumpf. Die Lippe ist etwas kleiner als die übrigen Blütenblätter, in der Textur dünner, nur an den Rändern verdickt, ganz leicht behaart, mittig sitzt ein fleischiger, nach hinten gerichteter Kallus. Die Form der Lippe ist rhombisch, sie endet stumpf. Die keulenförmige Säule ist 3,7 Zentimeter lang.

## Verbreitung
Vanilla gardneri kommt in Brasilien, in den Bundesstaaten Pará, Pernambuco, Piauí, Rio de Janeiro und Minas Gerais vor. Sie wächst in niedrigen Lagen an relativ trockenen, hellen Standorten.

## Systematik und botanische Geschichte
Vanilla gardneri wurde 1895 von Robert Allen Rolfe erstmals beschrieben. George Gardner hatte diese Pflanze schon 1836 gesehen und beschrieb, dass die Früchte in Brasilien ähnlich wie die der Gewürzvanille (Vanilla planifolia) genutzt würden. Entsprechend nannte er diese Pflanzen ebenfalls Vanilla planifolia. Als Rolfe die Art nach den von Gardner gesammelten Exemplaren beschrieb, waren bei diesen gar keine Früchte vorhanden. Rolfe vermutete, dass einige Vanilla-Früchte im Herbarium des British Museum zu Vanilla gardneri gehörten, konnte bei diesen aber keinen typischen Vanille-Geruch feststellen. Auch Portères waren keine Früchte bekannt, er zitiert einen Bericht, nach dem 1891 9000 Pfund von Vanilla gardneri produziert wurden. Er vermutet, dass diese zum Strecken von echter Gewürzvanille benutzt wurden, oder die Früchte von Vanilla gardneri seien tatsächlich aromatisch.
Innerhalb der Gattung Vanilla wird Vanilla gardneri in die Untergattung Xanata und dort in die Sektion Xanata, die nur Arten der Neotropis enthält, eingeordnet. Nach Portères ähnelt Vanilla gardneri der südamerikanischen Vanilla hostmannii. Auch Soto Arenas und Cribb stellen sie in die Vanilla hostmannii-Gruppe, zusammen mit Vanilla cribbiana, Vanilla dressleri und Vanilla ruiziana. Besonders ähnlich ist nach diesen Autoren die zentralamerikanische Vanilla dressleri.